# Albert Florschütz
Albert Wilhelm Heinrich Karl Florschütz (* 30. Juli 1819 in Iserlohn; † 27. Oktober 1903 ebenda) war ein deutscher evangelischer Pfarrer und Autor.

## Leben
Florschütz besuchte das Gymnasium in Dortmund. Anschließend studierte er evangelische Theologie in Bonn und Berlin. 1840 wurde er Mitglied des Corps Guestphalia Bonn. Nach dem Studium war er einige Zeit Pfarrer an der kleinen evangelischen Gemeinde in Hagen. Danach war er lange Jahre Pfarrer an der evangelischen obersten Stadtgemeinde in Iserlohn. Eingehend befasste er sich mit der Geschichte der Provinz Westfalen zwischen 1848 und 1858. Darin beschrieb er unter anderen die industrielle Entwicklung und die Herausbildung einer Arbeiterschaft. Er schrieb auch eine kurze christlich geprägte Darstellung über die Glaubens- und Sittenlehre des Koran. Er war in der 10. und 11. Wahlperiode (1867–1873) Mitglied des Preußischen Abgeordnetenhauses. Der Landrat Paul Florschütz war sein Sohn.

## Schriften
- Die politischen und sozialen Zustände der Provinz Westfalen während der Jahre 1848 und 1858. Elberfeld 1858 (Digitalisat)
- Türken und Türkenthum: kurze Zusammenstellung der Glaubens- und Sittenlehre des Koran mit Bezug auf das Verhältnis zum Christenthume. Iserlohn 1855